# Vall de Diano
La Vall de Diano és un altiplà fèrtil, situat a uns 450 m sobre el nivell del mar a la regió sud de Campània, a la frontera amb la Basilicata.
Es compon de 15 municipis de la província de Salern, i té al voltant de 61.000 habitants.